# Ängelholms Fotbollförening
O Ängelholms Fotbollförening, ou simplesmente Ängelholms FF, é um clube de futebol da Suécia fundado em  1976. Sua sede fica localizada em Ängelholm.

## Elenco Atual
Atualizado em 10 de Janeiro de 2015
Nota: Bandeiras indicam equipe nacional, conforme definido pelas regras de elegibilidade da FIFA. Os jogadores podem ter mais de uma nacionalidade não-FIFA.
| N.º |                | Posição | Jogador                         |
| --- | -------------- | ------- | ------------------------------- |
| 1   | Suécia         | G       | Oscar Berglund                  |
| 2   | Suécia         | D       | Martin Rudolfsson               |
| 3   | Suécia         | D       | Fredrik Lundgren                |
| 4   | Estados Unidos | D       | Eric Pothast                    |
| 5   | Polónia        | M       | Zeyn S-Latef                    |
| 6   | Suécia         | M       | Marcus Bergholtz                |
| 7   | Suécia         | M       | Sebastian Carlsén               |
| 8   | Suécia         | M       | Christian Ljungberg             |
| 9   | Suécia         | D       | Albin Nilsson (capitão)         |
| 10  | Suécia         | A       | Fredrik Karlsson                |
| 11  | Suécia         | M       | Björn Westerblad (vice capitão) |
| 14  | Suécia         | M       | Johan Eiswohld                  |
| 15  | Suécia         | M       | Michael Baggner                 |
| 16  | Suécia         | M       | Patrik Åström                   |

| N.º |           | Posição | Jogador                                  |
| --- | --------- | ------- | ---------------------------------------- |
| 17  | Suécia    | A       | Robin Staaf                              |
| 18  | Suécia    | A       | Andreas Karlsson                         |
| 19  | Suécia    | M       | Robert Mirosavić                         |
| 20  | Suécia    | M       | Vlado Zlojutro                           |
| 21  | Suécia    | M       | Rebin Assad                              |
| 22  | Suécia    | G       | Carl Lindell                             |
| 23  | Suécia    | D       | Erik Johansson                           |
| 24  | Suécia    | D       | Dennis Stojanović-Fredin                 |
| 25  | Suécia    | G       | Hugo Olsson                              |
| 26  | Suécia    | D       | Erik Widén                               |
| —   | Suécia    | D       | Love Fredriksson                         |
| —   | Suécia    | M       | Karl Franzén                             |
| —   | Suécia    | M       | Piotr Johansson (emprestado do Malmö FF) |
| —   | Dinamarca | A       | Frederik Thomassen                       |

## Números Retirados
12 – Daniel Johansson, defensor (1996–2009)